# Underworld (film)
Underworld – amerykański film z 2003 roku w reżyserii Lena Wisemana.

## Fabuła
W świecie przedstawionym w filmie obok ludzi istnieją wampiry i wilkołaki zwane Lykanami. Obie rasy ukrywają swe istnienie przed ludźmi, a z początku wilkołaki również przed wampirami, które myślą, że udało im się je zniszczyć. Wilkołaki, pod wodzą Luciana, szykują jednak kontratak. Na tle rywalizacji Lykanów z wampirami rozwija się uczucie między wampirzycą Selene a świeżo zarażonym przez wilkołaka Michaelem (Scott Speedman), który kryje w sobie niezwykły potencjał.

## Obsada
- Kate Beckinsale – Selene
- Scott Speedman – Michael Corvin
- Bill Nighy – Viktor
- Michael Sheen – Lucian
- Shane Brolly – Kraven
- Sophia Myles – Erika
- Erwin Leder – Singe
- Wentworth Miller – dr Lockwood
- Robbie Gee – Kahn
- Kevin Grevioux – Raze
- Scott McElroy – Soren

## Box office
Budżet filmu wynosił 22 miliony dolarów. Film zarobił 51 970 690 USD w Stanach Zjednoczonych i 95 708 457 USD na świecie.

## Zdjęcia
Zdjęcia do filmu realizowane były na terenie Węgier (Budapeszt).

## Kontynuacje
W 2006 wypuszczono pierwszy sequel, Underworld: Evolution Potem powstały kolejne: Underworld: Przebudzenie z 2012 i Underworld: Wojny krwi wypuszczony na przełomie 2016 i 2017 roku. Poza tym w 2009 wypuszczono prequel, Underworld: Bunt lykanów, opowiadający  o wydarzeniach dziejących się kilkaset lat wcześniej.